# 하나캇파
하나캇파(일본어: はなかっぱ)는 아키야마 타다시원작, 2010년 3월 29일에 TV 첫방영을 한 일본의 어린이 전용 만화이다. 주인공(하나캇파)의 성우는 나카가와 리에.